# Attilio Caratti
Attilio Caratti (Rovato, 5 maggio 1895 – Oceano Artico, 25 maggio 1928) è stato un militare ed esploratore italiano, pioniere dell'aeronautica.

## Biografia
Attilio Caratti nacque a Rovato dal padre Luigi il quale appassionato di motori trasmise al figlio questa sua forte inclinazione. 
Con lo scoppio della Prima Guerra Mondiale Attilio, arruolato, divenne un motorista sui dirigibili militari italiani, e prestò servizio sul F.5 (dirigibile), distinguendosi per ardimento e sprezzo del pericolo. Ritornato a Rovato, lavorò nell’officina di famiglia con i suoi fratelli, proseguendo l'attività anche dopo la morte del padre. Al fallimento dell’attività decise di partecipare ad un concorso per motoristi sui dirigibili, che vinse, arruolandosi nuovamente nel 1921. Nel 1924 Attilio ottenne il grado di Sergente Maggiore, specializzandosi sulla propulsione dei dirigibili.
Il 15 Aprile 1924 il dirigibile N1 sfuggì agli armeggi, ma Caratti insieme il pilota Natale Cecioni riuscì ad evitare il disastro; per questa coraggiosa azione fu insignito della medaglia d'argento al valor militare.

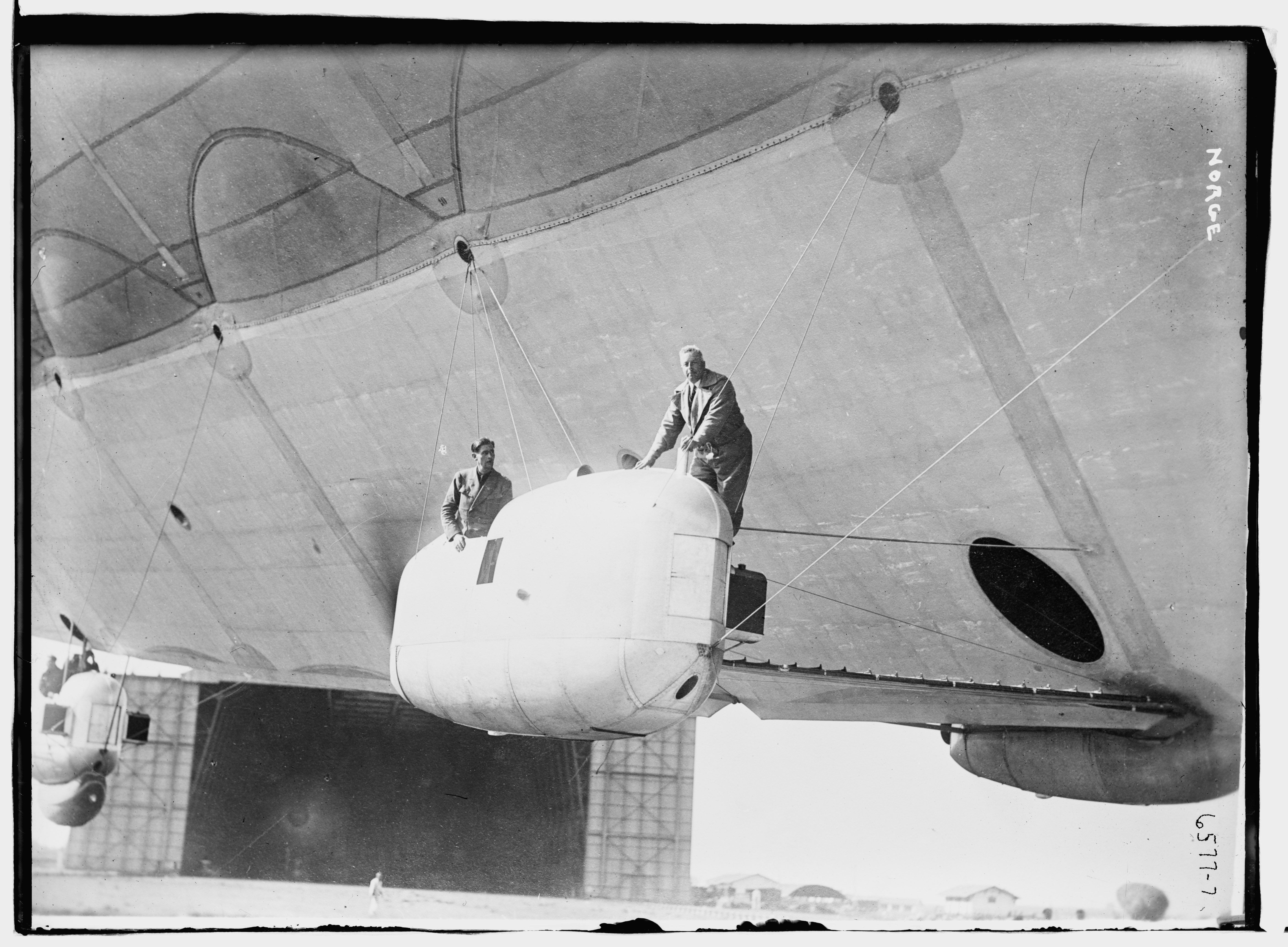
Attilio Caratti (SX) e Natale Cecioni (DX) sulla gondola motrice di dritta del Dirigibile NORGE

## La spedizione NORGE
Nell'aprile del 1926 Attilio Caratti fu selezionato dal Colonnello Umberto Nobile per partecipare alla trasvolata al Polo Nord a bordo del dirigibile Norge quale tecnico specializzato motorista. Giunti sulla verticale del Polo Nord il 12 maggio 1926, alle 1:30, ora di Greenwich, anche Caratti partecipò alle celebrazioni ufficiali, e calò personalmente l'immagine sacra della Madonna di S.Stefano che gli venne consegnata dalla sua città natale.
Caratti Attilio ottenne molti riconoscimenti pubblici per la sua partecipazione all'impresa polare fra le quali la medaglia della società geografica americana, ed a Milano una medaglia dalla Società Geografica Italiana; ricevette la nomina a Cavaliere dal governo norvegese, e fu ricevuto in Campidoglio a Roma ove ricevette una targa commemorativa di menzione. 
La città di Brescia lo festeggiò pubblicamente in Campo Marte. 
Nella sua città natale, Rovato, Attilio Caratti ricevette un'accoglienza entusiastica e varie onorificenze. 
In seguito ottenne una menzione e la promozione militare a Maresciallo motorista dell'Aeronautica.

3 Maggio 1928 - Il Dirigibile Italia nel corso del suo sorvolo della Svezia

## La spedizione ITALIA
Il Generale Umberto Nobile gli ripropose per la sua "tempra eccezionale" il ruolo di motorista a bordo del Dirigibile Italia. 
Sebbene Attilio avesse già in programma il giro del mondo in automobile, accettò con entusiasmo la proposta per ritornare al Polo Nord. 
Nella notte tra il 14 e 15 aprile 1928, Caratti s'imbarcò dall'aeroscalo di Baggio (Milano), e partì con l'aeronave per la nuova impresa artica tutta italiana. Il Polo Nord venne sorvolato con successo il 24 maggio 1928, ma durante la fase di rientro, l'aeronave dovette combattere contro forti venti, sino a quando tragicamente impattò sul pack artico alle ore 10:33 del 25 Maggio 1928. 
Caratti in quel momento si trovava nella sua gondola motrice di sinistra. 
L'aeronave, alleggerita per il distacco di pesanti parti come la gondola motrice di poppa e buona parte della cabina di comando a prua, riprese il volo trascinata via dai venti. All'interno del Dirigibile Italia, rimasero con lui altri cinque compagni, la cui sorte rimarrà avvolta nel mistero.

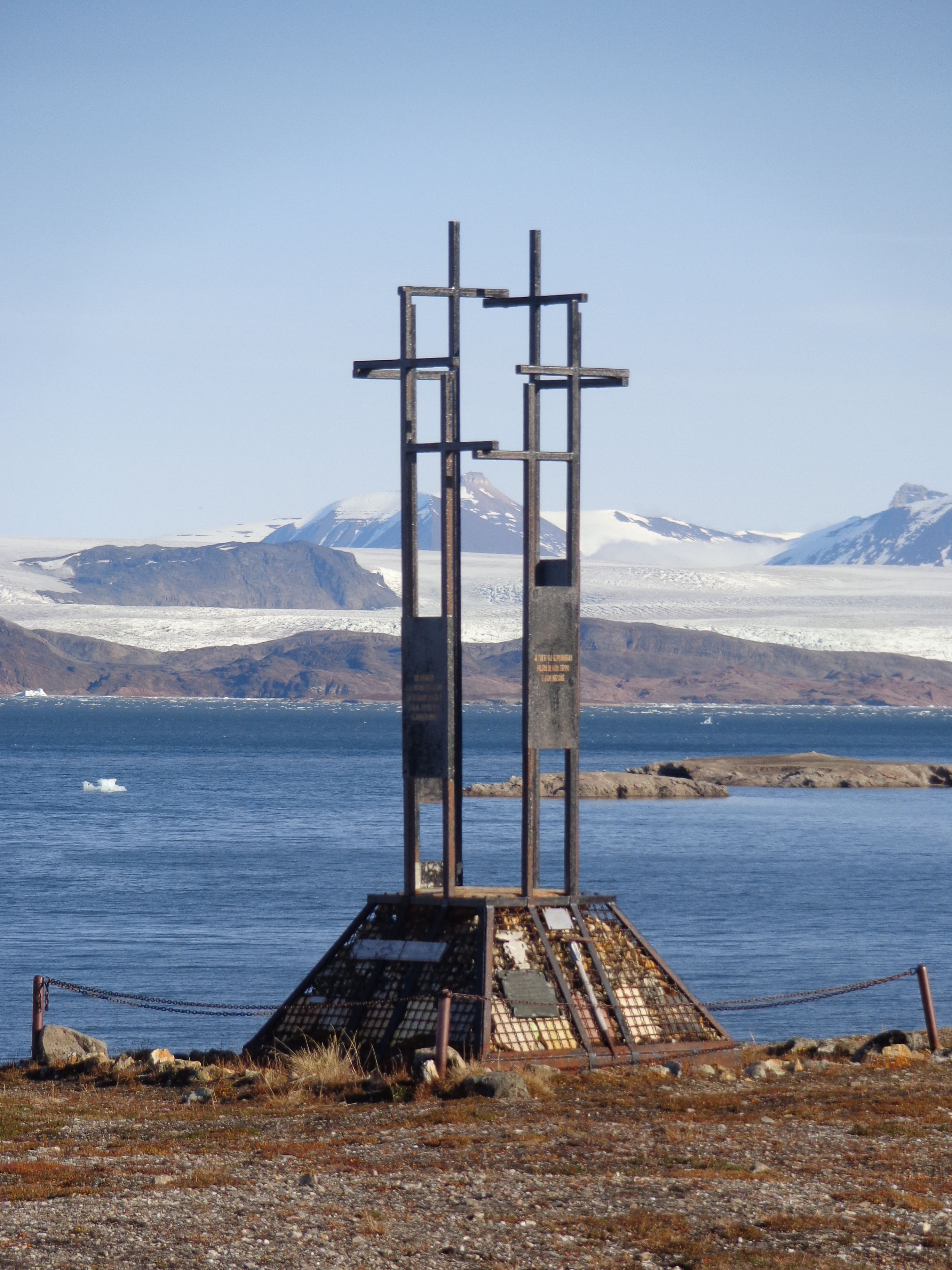
Monumento ai caduti del Dirigibile Italia opera dell’artista Aldo Caratti

## Riconoscimenti
- La sezione dell'Associazione Arma Aeronautica di Adro porta il suo nome.
- Una lapide nel centro storico di Rovato ricorda la partecipazione di Attilio Caratti alle avventurose imprese di Umberto Nobile.
- La città di Rovato ha dedicato una delle sue vie cittadine al suo illustre personaggio: Via Attilio Caratti.
- Nel Novembre 1929, il Consorzio Provinciale bresciano per l'istruzione tecnica istituiva il corso secondario biennale di avviamento al lavoro industriale e agricolo presso la scuola Attilio Caratti.
- Nel 1963, il Re di Norvegia Olav V, donò alla Repubblica Italiana un lembo di terra a Baia del Re, nelle Svalbard di 3x3 m, sul colle degli Esploratori, affinché si potesse erigere lì un monumento proprio accanto a quello dedicato a Roald Amundsen; l’opera in ferro è dell’artista rovatese Aldo Caratti, zio di Attilio, e venne personalmente da lui costruita in tributo e ricordo degli uomini deceduti nella tragedia del Dirigibile Italia.
- Presso la base dell'Aeronautica Militare di Vigna di Valle sul Lago di Bracciano, ove ha sede il museo aeronautico MUSAM ed il Centro di Documentazione Umberto Nobile, si trova un monumento dedicato ai dispersi della spedizione artica del Dirigibile Italia, ove si riporta, tra i tanti, anche il nome del motorista Attilio Caratti. Un identico monumento si trova nel parco dittadino di Tromsø in Norvegia, eretto da Umberto Nobile nel 1969.[4]